# 세바스티안 리베라
세바스티안 리베라(스페인어: Sebastián Rivera, 1998년 8월 27일~) 또는 서배스천 리베라(영어: Sebastian Rivera)는 미국 출신 푸에르토리코의 레슬링 선수이다. 푸에르토리코 국가대표 레슬링 선수로서 2024년 하계 올림픽 남자 자유형 라이트급에서 동메달을 획득했으며 세계 선수권 대회에서 은메달 1개를 획득했다.